# Xanthorhoe scarificata
Xanthorhoe scarificata är en fjärilsart som beskrevs av Louis Beethoven Prout 1832. Xanthorhoe scarificata ingår i släktet Xanthorhoe och familjen mätare. Inga underarter finns listade i Catalogue of Life.